# KIDS (バンド)
KIDS（キッズ）は、日本のロックバンド。
所属レーベルはよしもとアール・アンド・シー。

## 概要
2006年10月28日、高校の文化祭に出演する為に奥野涼を中心に結成。
バンド名は当時奥野が好きだった格闘家の山本"KID"徳郁から付けられた。メンバーチェンジを経て、2010年現メンバーに。2012年3月、YGKレーベルよりメジャーデビュー。
2015年、メンバーの不祥事による脱退により事実上の解散となる。

## メンバー
- 奥野 涼（おくの りょう、1989年4月30日 - ）
  - ボーカル、ギター、全作詞・作曲を担当。
  - 血液型O型。通称「おっくん」。
  - ハスキーかつハイトーンな歌声が特徴。本人曰く、「学生時代野球部に所属していて毎日大声を出していた事が原因」との事。
  - 結成からのオリジナルメンバーは彼だけである。
- 藤村 倫（ふじむら とも、1990年3月30日 - ）
  - ベース、コーラス担当。
  - 血液型O型。通称「トモ」。
  - レギュラーラジオ番組内でおすすめアニメを紹介するコーナーが存在したほどアニメ好き。
  - 奥野とは高校時代の同級生。違うバンドでドラムを担当していた。バンド解散後、一度は音楽活動を離れるが奥野から誘われ2010年、KIDSに加入。
- 片貝 直也（かたがい なおや、1990年4月9日 - ）
  - ドラム、コーラス担当。
  - 血液型O型。通称「ダンボ」。　
  - 関西大学社会学部卒業。
  - 他のメンバーより年は1つ下だが、しっかりした性格からメンバーのまとめ役となっている。
  - 明るく社交的な性格からミュージシャンだけに限らずお笑い芸人・俳優など著名人との知り合いが多い。
  - 奥野から誘われ2010年、KIDSに加入。奥野曰く片貝を誘った理由は「おもろいから」との事である。

## 元メンバー
- 植田 隼人（うえだ はやと、1989年8月7日 - ）
  - ギター、コーラス担当。
  - 血液型O型。通称「ハヤト」。
  - 父親が好んで聴いていた長渕剛の影響でギターを始める。
  - 奥野とは高校時代地元のライブハウスで知り合い、前身バンドが解散する際に奥野に誘われ2009年、KIDSに加入。
  - 2015年、自身が起こした不祥事により、3月までKIDSとしての活動自粛を発表。後に公式サイトを通して脱退を表明。

## 略歴
- 2006年10月28日 - バンド結成。
- 2010年10月 - 現在のメンバー体制に。
- 2010年・2011年 - 関西大学学園祭イベント「K.U.ROCK FEVER」2年連続優勝。
- 2011年12月18日 - 「選曲ライブ」開催。メジャーデビュー作に収録される楽曲をファン投票で決めるために実施。
- 2012年3月7日 - メジャーデビューミニアルバム「LとL」発売。同日にOSAKA MUSEにてワンマンライブを実施。チケットは完売。
- 2012年8月18日 - SUMMER SONIC2012 OSAKA FLOWERステージに出演。
- 2012年11月7日 - 2ndミニアルバム「奇跡の軌跡」発売。ジャケット写真とブックレットに女優の杉本有美を起用。
- 2013年1月 -  エフエムちゅうおう（YES-fm）にてレギュラー番組「Growing up KIDS」がスタート。
- 2013年3月7日 - 心斎橋・BIGCATにて、デビュー1周年記念ワンマンライブ実施。
- 2013年6月 - 「一寸先の闇だって」収録曲「Give and Take」が奈良学園大学のCMソングに起用される。KIDS初のCMタイアップ曲である。
- 2013年8月7日 - 3rdミニアルバム「一寸先の闇だって」発売。全収録曲のプロデュースをいしわたり淳治が担当。収録曲「38.5℃」のミュージックビデオには、芸人のいとうあさこ、俳優の柄本時生、女優の辻元舞が出演。
- 2013年8月10日 - SUMMER SONIC2013 OSAKA FLOWERステージに出演。
- 2014年7月9日 - キャリア初のフルアルバム「回遊記-Round About-」をリリース。
- 2015年1月21日 - メンバーである植田隼人が起こした不祥事により、3月までKIDSとしての活動自粛を発表。
- 2015年4月22日 - 植田隼人の脱退と、残るメンバーで新たにバンドを結成して活動する事を発表。

## ディスコグラフィー

### アルバム
|              | 発売日        | タイトル            | 規格品番   | 収録曲 | 順位  |
| ------------ | ------------- | ------------------- | ---------- | --- | ----- |
| ミニアルバム |               |                     |            | |       |
| 1st          | 2012年3月7日  | LとL                | YRCN-95184 | 1. それなら僕は 2. 光へ 3. Liar 4. 愛してるよ 5. 合言葉 | 154位 |
| 2nd          | 2012年11月7日 | 奇跡の軌跡          | YRCN-95196 | 1. film 2. ミラーボール 3. 四季 4. 流星群 5. ヒーロー 6. 祈り ※全曲森山公一(オセロケッツ)プロデュース | 117位 |
| 3rd          | 2013年8月7日  | 一寸先の闇だって    | YRCN-95218 | 1. コトノハ 2. 38.5℃ 3. マーメイド 4. あなたがヒーロー 5. 一寸先の闇だって 6. Give and Take ※全曲いしわたり淳治プロデュース | 163位 |
| フルアルバム |               |                     |            | |       |
| 1st          | 2014年7月9日  | 回遊記-Round About- | YRCN-95239 | 1. ありふれた春の中で 2. さよなら 3. ミラーボール album ver. 4. U-104 5. 正夢 6. 記憶 7. タワゴト 8. SOS 9. オアシス 10. 愛してるよ album ver. 11. 幼なじみ ※M1,3,5,6,7,8,9,10：足土貴英(sacra)プロデュース ※M2,11：本間昭光プロデュース ※M4：デワヨシアキプロデュース | 176位 |

### 参加作品
| 発売日         | タイトル                                                         | 規格品番  | 収録曲                        | 備考             |
| -------------- | ---------------------------------------------------------------- | --------- | ----------------------------- | ---------------- |
| 2010年08月17日 | グッドモーニングアメリカ企画盤「あっ、良い音楽ここにあります。」 | FIVER-008 | 18曲目「Give and Take」で参加 | FIVE RAT RECORDS |

## ミュージックビデオ
| 監督     | 曲名                              |
| 木津裕史 | 「ミラーボール」                  |
| 球根栽培 | 「コトノハ」                      |
| 佐藤亜美 | 「さよなら(小松美咲出演)」        |
| 不明     | 「38.5℃」「それなら僕は」「film」 |

## タイアップ一覧
| タイトル           | タイアップ                                                                               | 収録作品                            |
| ------------------ | ---------------------------------------------------------------------------------------- | ----------------------------------- |
| それなら僕は       | 読売テレビ『にけつッ!!』2012年1月度 - 3月度エンディングテーマ                            | 1stミニアルバム「LとL」             |
| それなら僕は       | GAORA『千鳥のぼっけぇTV!』エンディングテーマ                                             | 1stミニアルバム「LとL」             |
| それなら僕は       | GAORA『銀シャリの5upベイベー』エンディングテーマ                                         | 1stミニアルバム「LとL」             |
| 光へ               | ABCテレビ『ごきげん!ブランニュ』2012年3月度エンディングテーマ                            | 1stミニアルバム「LとL」             |
| Liar               | ABCテレビ『ごきげん!ブランニュ』2012年4月度エンディングテーマ                            | 1stミニアルバム「LとL」             |
| 愛してるよ         | 第4回沖縄国際映画祭 長編プログラムLaugh部門出品作品『初夜と蓮根』主題歌                  | 1stミニアルバム「LとL」             |
| film               | ABCテレビ『今ちゃんの「実は…」』2013年1月度エンディングテーマ                            | 2ndミニアルバム「奇跡の軌跡」       |
| film               | ABCテレビ『天真爛漫☆セキララ子〜恋敗女子のための幸せ応援バラエティ〜』エンディングテーマ | 2ndミニアルバム「奇跡の軌跡」       |
| ミラーボール       | TBS系『もてもてナインティナイン』2012年10月度 - 12月度エンディングテーマ                 | 2ndミニアルバム「奇跡の軌跡」       |
| ミラーボール       | ABCテレビ『ノンスタ石田のガクショク!』エンディングテーマ                                 | 2ndミニアルバム「奇跡の軌跡」       |
| ミラーボール       | 読売テレビ『特盛!よしもと 今田・八光のおしゃべりジャングル』エンディングテーマ           | 2ndミニアルバム「奇跡の軌跡」       |
| ミラーボール       | チバテレ『ONGAX』2012年11月度オープニングテーマ                                          | 2ndミニアルバム「奇跡の軌跡」       |
| ヒーロー           | 読売テレビ『特盛!よしもと 今田・八光のおしゃべりジャングル』エンディングテーマ           | 2ndミニアルバム「奇跡の軌跡」       |
| ヒーロー           | 読売テレビ『祇園笑者』エンディングテーマ                                                 | 2ndミニアルバム「奇跡の軌跡」       |
| コトノハ           | 関西テレビ『ウラマヨ!』エンディングテーマ                                                | 3rdミニアルバム「一寸先の闇だって」 |
| 38.5℃              | 読売テレビ『にけつッ!!』2013年7月度 - 9月度エンディングテーマ                            | 3rdミニアルバム「一寸先の闇だって」 |
| マーメイド         | 北海道文化放送『タカトシ牧場』2013年9月度エンディングテーマ                              | 3rdミニアルバム「一寸先の闇だって」 |
| マーメイド         | 関西テレビ『雨上がり食楽部』エンディングテーマ                                           | 3rdミニアルバム「一寸先の闇だって」 |
| あなたがヒーロー   | ABCテレビ『ごきげん!ブランニュ』2013年8月度エンディングテーマ                            | 3rdミニアルバム「一寸先の闇だって」 |
| Give and Take      | 奈良学園大学TVCMソング                                                                   | 3rdミニアルバム「一寸先の闇だって」 |
| Give and Take      | テレビ大阪『大阪発しゃべるランチタイム なにしよ!?』エンディングテーマ                    | 3rdミニアルバム「一寸先の闇だって」 |
| ありふれた春の中で | 関西テレビ『雨上がり食楽部』エンディングテーマ                                           | 1stアルバム「回遊記-Round About-」  |
| さよなら           | 読売テレビ系『浜ちゃんが』エンディングテーマ                                             | 1stアルバム「回遊記-Round About-」  |
| さよなら           | ABCテレビ『コヤブ歴史堂』エンディングテーマ                                              | 1stアルバム「回遊記-Round About-」  |
| さよなら           | テレビさいたま『いろはに千鳥』エンディングテーマ                                         | 1stアルバム「回遊記-Round About-」  |
| さよなら           | テレビ大阪『ひるきん』エンディングテーマ                                                 | 1stアルバム「回遊記-Round About-」  |
| さよなら           | FMOSAKA 7月度パワープレイ                                                                | 1stアルバム「回遊記-Round About-」  |
| さよなら           | α-staiton 7月度パワープレイ                                                              | 1stアルバム「回遊記-Round About-」  |

## 出演

### ラジオ
- 「Growing up KIDS」（YES-fm、2013年1月5日 -）
- 「FM OSAKA E-Track∞Selection〜KIDSのキズナラジオ」(FM OSAKA、2014年7月9日 -)

### 雑誌
- 「KIDS画伯たちによる、アートのじかん」(奈良県情報タウン誌「ぱーぷる」、2014年4月〜)
- 「奥野涼の奥の方。」(PATi-PATi web、2013年12月〜)(奥野涼のみ)

### 新聞
- 「だんぼのこんなとこ、あんな人。」(奈良新聞、2014年4月〜)(片貝直也連載)

## 交友関係
- グッドモーニングアメリカ(インディーズ時代から親交がある)
- エハラマサヒロ(以前Ustream番組で共演して以来、プライベートでも親交がある)
- 西野亮廣(キングコング)(読売テレビ系深夜番組「ガリゲル」主催の音楽イベントで共演。1stフルアルバム「回遊記-Round About-」のジャケットをデザインした)

## 主なライブ

### ワンマンライブ・主催イベント
- 2012年03月 - KIDS 「LとL」発売記念ワンマンライブ
- 2012年04月〜05月 - 『LとL』リリースツアー
w/THE ORAL CIGARETTES/ラックライフ/放ツ願い/BARICANG/ひらたゆうや
- 2013年02月 - KIDS presents "Give and Take"
- 2013年03月 - KIDSワンマンライブ"奇跡の軌跡"
- 2013年09月〜10月 - KIDS 1st full album [回遊記-Round About-] レコ発ツアー 〜炊飯器と共に〜
- 2013年10月 - KIDS Presents "Give and Take"-final series 名古屋編-
w/In 197666/ammoflight/thePOALO/The ChronoHEAD
- 2014年02月〜03月 - KIDS 2nd Anniversary one man LIVE
- 2014年07月 - KIDS presents[Give and Take]-奈良編-
- 2014年11月 - KIDS presents"Give and Take-東名阪タイマンシリーズ-"
- 2015年03月 - KIDS 3rd Anniversary oneman LIVE～Round About～

### 出演イベント
- 2011年07月29日 - アルカラ presents "アルカラ 4枚目 レコ発ツアー "バリバリバリバリTOUR
- 2012年05月11日〜21日 - SPACE AGE ROCKS TOUR 2012 "ぼくらの七日間戦奏"
- 2012年05月25日 - NUMBER VOGEL NEWアルバムリリースライブ
- 2012年08月17日 - SOUND SYNERGY
- 2012年08月18日 - SUMMER SONIC 2012
- 2012年09月01日 - BLUE ENCOUNT presents "LIVE EFFECT"
- 2012年09月17日 - KANSAI LOVERS 2012
- 2012年10月12日 - MINAMI WHEEL 2012
- 2012年10月23日 - LIVE BOUND! Oct.
- 2012年12月03日 - KIDS[奇跡の軌跡]レコ発ツアー x BLUE ENCOUNT presents "LIVE EFFECT EXTRA"-
- 2012年12月21日 - もぐらROCKフェス
- 2012年12月29日 - Gum syrup 2012～江坂大忘年会～
- 2012年12月30日 - [NOID]-2012 GROUND FINAL-
- 2012年12月31日 - LIVE DI:GA JUDGEMENT 2012
- 2012年01月15日 - ガムシャロック-心斎橋の如く2013after-
- 2013年03月15日 - ダイナマイトライブ! in OSAKA Vol.3
- 2013年03月23日 - ガリゲル音楽祭 「おとあい2」
- 2013年04月20日 - 宇宙フェス
- 2013年05月17日 - もぐらROCKフェス
- 2013年06月09日 - SAKAE SP-RING 2013
- 2013年06月14日〜07月13日 - SPACE AGE ROCKS TOUR 2013 "ぼくらの七日間戦奏"
- 2013年06月19日 - We live and learn.
- 2013年08月10日 - SUMMER SONIC 2013
- 2013年08月17日 - 第2回、今を賑わすバンド会議。
- 2013年08月25日 - DISK GARAGE MUSIC MONSTERS -2013 summer-
- 2013年08月31日 - ROLLING 246 COASTER!!
- 2013年09月08日 - ニューエモン LIVE ～2013夏～
- 2013年10月14日 - MINAMI WHEEL 2013
- 2013年11月22日 - GIMMICK_SCULT ツアーファイナルフラッシュ 【GMC学園vol.1学期～こんなセンコウに会いたかった～】
- 2014年01月24日 - ソライアオ [b]luest tour 2013-2014 TOUR
- 2014年01月25日 - 國定拓弥 Hiroya Kunisada from SHINSENGUMI LIEN Special Showcase 2014 with KIDS
- 2014年03月29日 - GOOD LUCK vol.25
- 2014年04月12日 - chaqq IN JAPAN FES. 2014
- 2014年04月25日 - ESAKA MUSE もうすぐ10周年 COUNT DOWN-9-
- 2014年04月28日 - COMIN'KOBE'14 前夜祭京都編
- 2014年05月16日 - The ChronoHEAD presents つよくてニューゲーム 二回目
- 2014年06月08日 - SAKAE SP-RING 2014
- 2014年06月20日 - ガリゲルLIVE「おとあい」
- 2014年07月31日 - GIMMICK_SCULT presents 「SUMMER ENDING STORY」TOUR ～全員アンコール～
- 2014年08月05日 - MURO FESTIVAL 2014 "後夜祭"
- 2014年08月24日 - DISK GARAGE MUSIC MONSTERS -2014 summer-
- 2014年08月29日 - CANラバ2014 浪速の風雲児頂上決戦～男達の晩夏～
- 2014年09月04日〜27日 - SPACE AGE ROCKS TOUR "ぼくらの七日間戦奏"
- 2014年09月25日 - Music Jungri-La
- 2014年10月12日 - MINAMI WHEEL 2014
- 2014年10月17日 - ircle 1st full album release tour / 「iしかないのか?」
- 2014年11月15日 - グッドモーニングアメリカ企画フェス「あっ、良いライブここにあります。2014」
- 2014年12月31日 - BORDERLESS 2014
- 2015年01月18日 - GRANDLINE 2015
- 2015年01月21日 - 繋がり、響く夜